# FK Torpedo Minsk
Futbolnij klub Tarpeda Minsk (hviderussisk: ПФК Тарпеда Мінск, FK Tarpeda Minsk; normalt bare kendt som Tarpeda Minsk) er en hviderussisk fodboldklub fra Minsk.
Klubben spiller i landets bedste liga, og har hjemmebane på Tarpeda stadion. Klubben blev grundlagt i 1947.

## Historiske navne
- 1947: Torpedo
- 1999: Torpedo-MAZ
- 2003: Torpedo-SKA
- 2005: opløst
- 2007: Torpedo-MAZ
- 2014: Torpedo
- 2019: Ophørt

## Historiske slutplaceringer
| Sæson | Niveau | Liga          | Placering | Kilde | Notering             |
| ----- | ------ | ------------- | --------- | ----- | -------------------- |
| 2016  | 2.     | Persjaja liha | 9.        | [ 1 ] |                      |
| 2017  | 2.     | Persjaja liha | 3.        | [ 2 ] |                      |
| 2018  | 1.     | Premjer-liha  | 14.       | [ 3 ] |                      |
| 2019  | 1.     | Premjer-liha  | 16.       | [ 3 ] | Ophørt (efter sæson) |

## Nuværende trup
Pr. 26. april 2019.
| Nr. | Land            | Position | Spiller                      |
| --- | --------------- | -------- | ---------------------------- |
| 4   | Rusland         | FO       | Andrei Vasilyev (footballer) |
| 6   | Rusland         | FO       | Igor Gubanov                 |
| 7   | Hviderusland    | MI       | Syarhey Hlyabko              |
| 8   | Hviderusland    | MI       | Aleksey Butarevich           |
| 9   | Ukraine         | MI       | Oleksandr Batyschev          |
| 10  | Frankrig        | AN       | Hicham El Hamdaoui           |
| 11  | Elfenbenskysten | AN       | Cédric Khaleb Kouadio        |
| 13  | Hviderusland    | FO       | Andrey Pilipovets            |
| 15  | Hviderusland    | FO       | Vyacheslav Krivulets         |
| 17  | Hviderusland    | AN       | Mikita Nyakrasaw             |
| 20  | Hviderusland    | FO       | Roman Gaev                   |
| 21  | Hviderusland    | FO       | Dmitry Tamelo                |
| 23  | Hviderusland    | MI       | Pavel Klenyo                 |

| Nr. | Land         | Position | Spiller              |
| --- | ------------ | -------- | -------------------- |
| 25  | Hviderusland | MI       | Yevgeniy Yelezarenko |
| 27  | Hviderusland | FO       | Igor Shumilov        |
| 28  | Rusland      | MM       | Artyom Leonov        |
| 31  | Hviderusland | MM       | Artem Makavchik      |
| 32  | Hviderusland | FO       | Vladislav Glinskiy   |
| 35  | Hviderusland | MM       | Raman Stsyapanaw     |
| 47  | Hviderusland | AN       | Sergey Lynko         |
| 49  | Hviderusland | MI       | Aleksandr Dzhigero   |
| 57  | Rusland      | MI       | Kirill Orekhov       |
| 59  | Hviderusland | FO       | Roman Krivulkin      |
| 77  | Ukraine      | AN       | Oleksiy Zbun         |
| 80  | Hviderusland | FO       | Alyaksey Abramaw     |
| 99  | Hviderusland | MI       | Dmitry Lisakovich    |